# Gerard Mercator
Gerard Mercator (oorspronkelijk Gerard De Kremer of De Cremer; Latijn: Gerardus Mercator Rupelmundanus, "Gerard de Kremer van Rupelmonde") (Rupelmonde, 5 maart 1512 – Duisburg, 2 december 1594) was een cartograaf, instrumentmaker en graveur, afkomstig uit het Graafschap Vlaanderen en het Waasland die al tijdens zijn leven als de "Ptolemaeus van zijn tijd" beschouwd werd. Hij paste als eerste een hoekgetrouwe kaartprojectie toe; later naar hem mercatorprojectie genoemd.
Mercator zag zichzelf veel meer als een wetenschappelijk kosmograaf, dan als iemand die met het maken en verkopen van kaarten zijn brood moest verdienen. Zijn productie bleef beperkt. Hij is bekend van een globepaar, een vijftal wandkaarten en een onvoltooide kosmografie. Daarnaast introduceerde hij het woord atlas. Dit woord omvatte destijds alle kaarten van de kosmos; dus van zowel het heelal als de aarde. Zijn producten, die Mercator voornamelijk in de Duitse Rijnstad Duisburg vervaardigde, hadden voor de latere commerciële kaartmakers in de Nederlanden een significante invloed.

## Eerste jaren

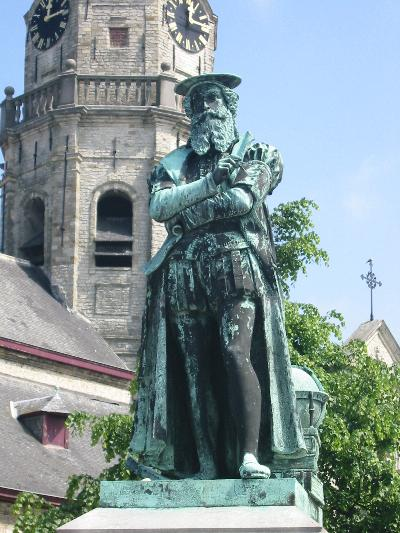
Monument in brons, door Jan Frans Van Havermaet, kerkplein van Rupelmonde

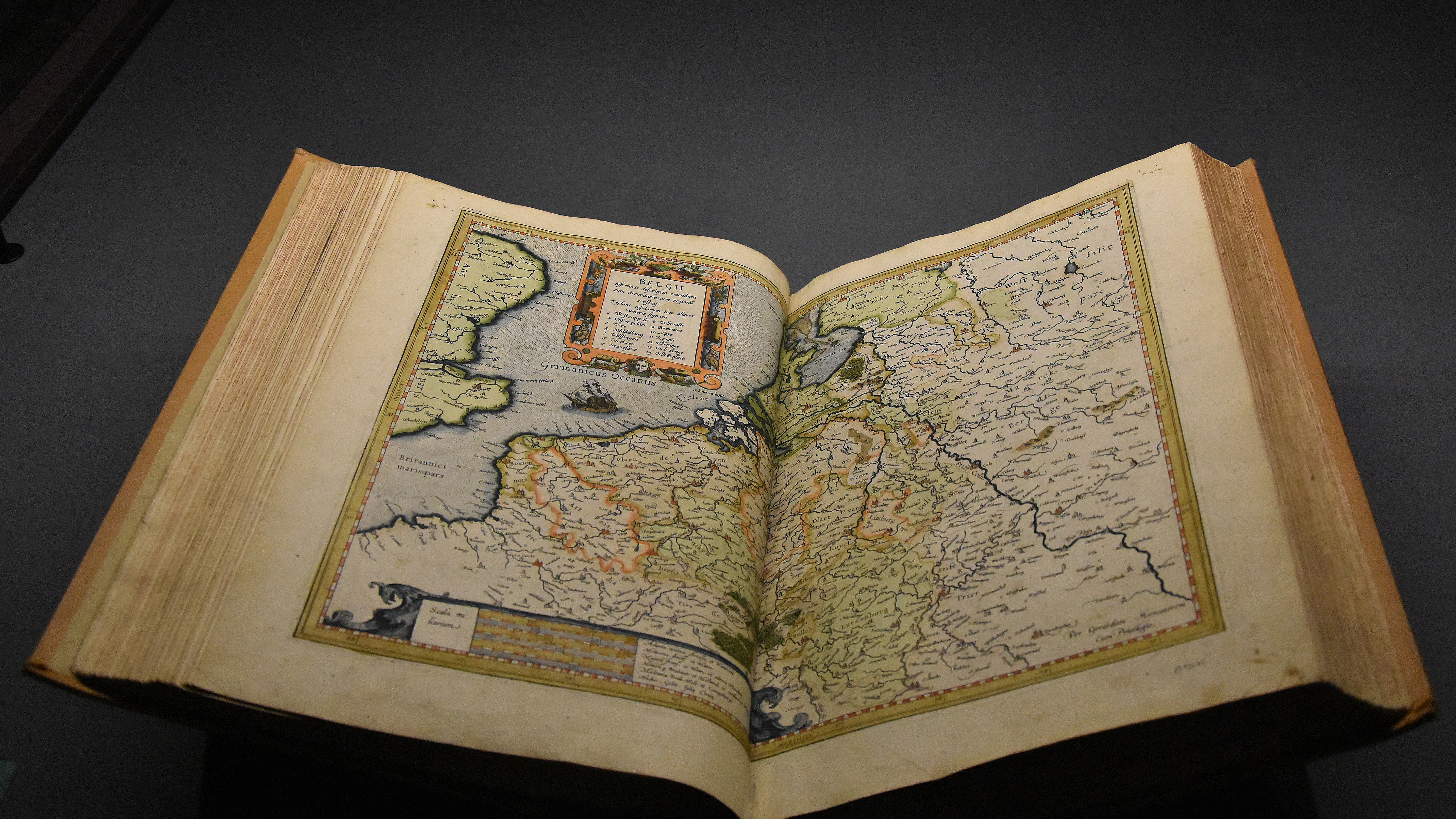
Atlas uit 1595 van Gerard Mercator, uitgegeven na zijn dood. Het is de eerste volledige editie van zijn atlas. (Koninklijke Bibliotheek van België)

Mercator werd geboren in het Oost-Vlaamse Rupelmonde als Gerard De Kremer. Zijn geboorteplaats was eerder toevallig: zijn vader was daar met zijn hoogzwangere vrouw op bezoek bij zijn vermogende broer Gijsbrecht, kapelaan van het plaatselijke godshuis. Meteen daarna keerde het gezin, waarin Gerard het zevende kind was, terug naar Gangelt, een grensplaats van het hertogdom Gulik, in de Kreis Heinsberg tussen Sittard en Geilenkirchen. Zijn jeugd bracht hij in Gangelt door, waar zijn vader schoenlapper was. Hij ging daar ook naar de Latijnse school. Wel bracht hij vanaf zijn 5-6 jaar een tijd door bij zijn oom Gijsbrecht, die hem Latijn bijbracht en zijn vervolgopleiding financierde. Die kreeg hij bij de beroemde humanist Macropedius van de 'Broeders des Gemenen Levens' in 's-Hertogenbosch, waarna hij aan de Universiteit Leuven studeerde. Daar verlatiniseerde hij zijn achternaam tot 'Mercator'. Hij verbleef in Leuven, alsook in Antwerpen, waar hij minder scholastieke invloed ondervond en zich aan zelfstudie kon wijden. Inmiddels had hij zich bekwaamd in de graveerkunst. Daarin werd hij zo ervaren dat de instrumentmaker Gaspard van der Heyden hem geheel of gedeeltelijk de koperplaten voor de nieuwe aard- en hemelglobe van Gemma Frisius liet graveren. Deze beide werken, die omstreeks 1537 verschenen, zijn de oudst bekende van Mercator.

## Zelfstandige werken
Spoedig na dit werk 'in dienstverband' bij zijn leermeester, publiceerde Mercator zelfstandig kort na elkaar een wandkaart van het Heilige Land, Amplissima Terrae Sanctae Descriptio (6 bladen, 1537), een kleine wereldkaart in hartvormige projectie, Orbis Imago (1538), en een wandkaart van het graafschap Vlaanderen, Exactissima Flandriae Descriptio (9 bladen, 1540). In dat laatste jaar publiceerde hij bovendien een boek over het cursieve schrift, Literarum latinarum, quas italicas, cursoriasque vocant, scribendarum ratio, dat bestaat uit 52 bladen in houtsnede. Mercator was de eerste die het cursieve schrift op landkaarten toepaste. Dit verfraaide het kaartbeeld zodanig, dat het tot in de 19e eeuw gebruikelijk is gebleven plaatsnamen op kaarten cursief te schrijven.
In 1541 volgde een aardglobe. Hierna volgden geruime tijd geen nieuwe uitgaven van Mercator. Zijn problemen met de overheid wegens lutheranisme kunnen daarvoor de reden zijn. In 1544 werd hij samen met een groep Leuvense burgers op verdenking van lutheranisme door de Inquisitie gearresteerd en opgesloten in het Gravenkasteel in Rupelmonde. Na enkele maanden werd hij vrijgelaten maar al zijn bezittingen werden aangeslagen. Zijn medeverdachten wachtte een wreder lot: ze werden onthoofd of belandden op de brandstapel. Antonia van Roesmaele werd echter levend begraven. Of deze gebeurtenis een rol heeft gespeeld bij zijn beslissing om naar het Rijnland te verhuizen is niet bekend. Het lijkt onwaarschijnlijk, omdat hij na zijn vrijlating nog acht jaar in Leuven heeft gewerkt.
Eerst in 1551 volgde een nieuwe uitgave: een hemelglobe, als tegenhanger van de aardglobe. In 1552 verhuisde hij met zijn familie naar Duisburg in Duitsland, waar een luthers regime heerste onder hertog Willem de Rijke. Mogelijks verwachtte Mercator een leerstoel van een nieuw op te richten universiteit in Duisburg (deze kwam er pas na zijn dood). Hier is hij op 82-jarige leeftijd overleden.
Zijn twee zonen Arnold Mercator en Rumold Mercator waren eveneens cartografen.

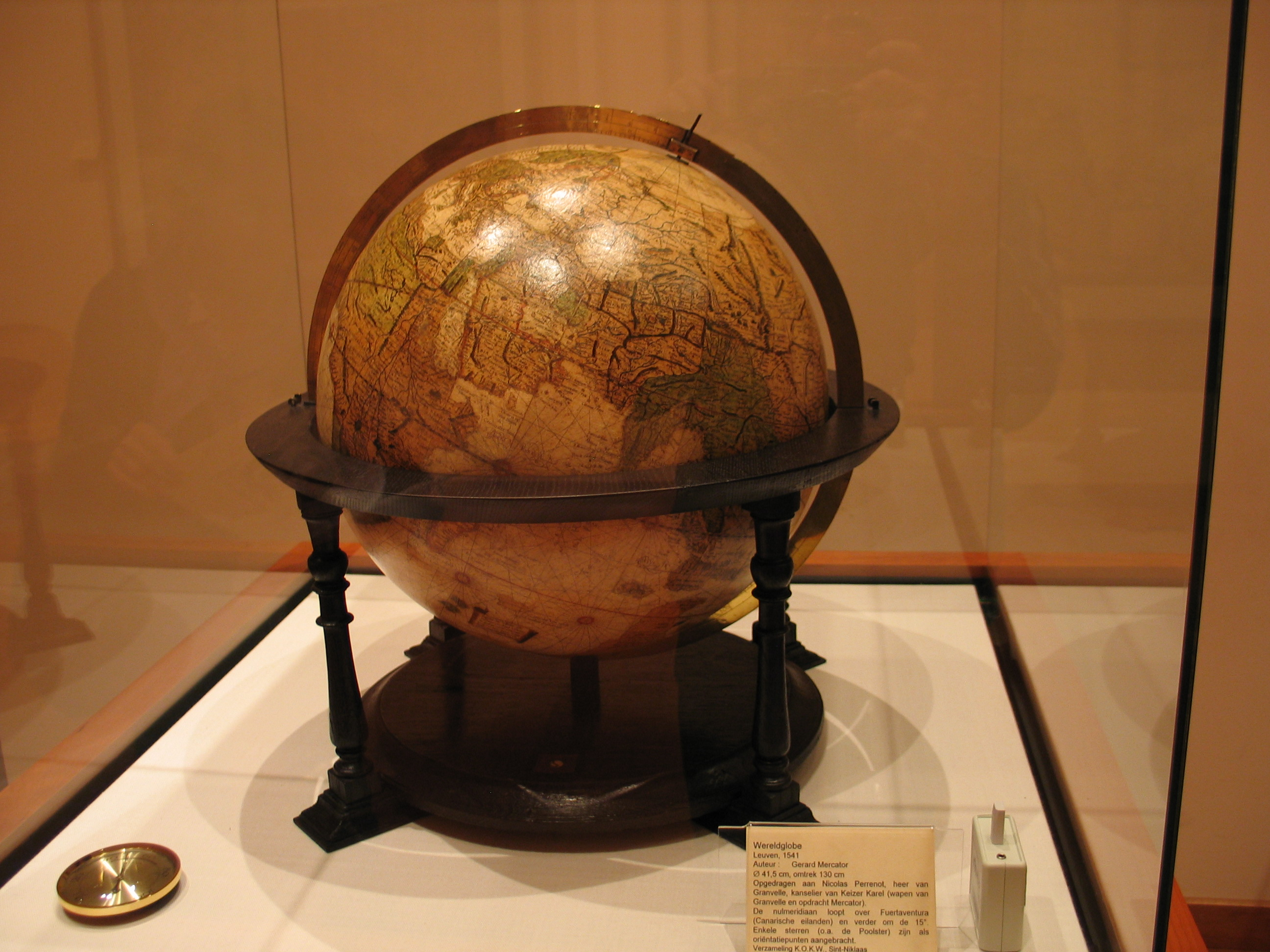
Globe 1541
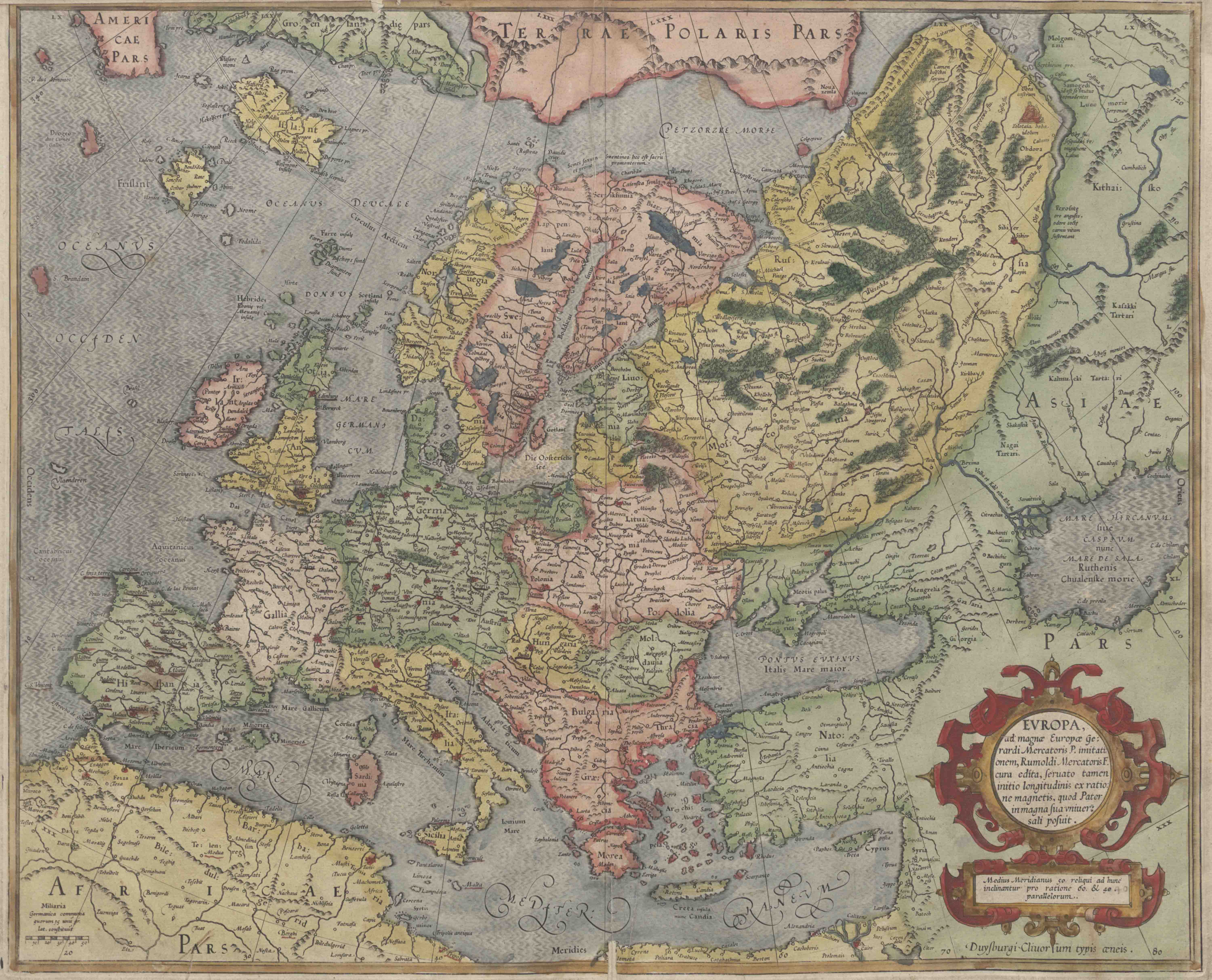
Europa 1589
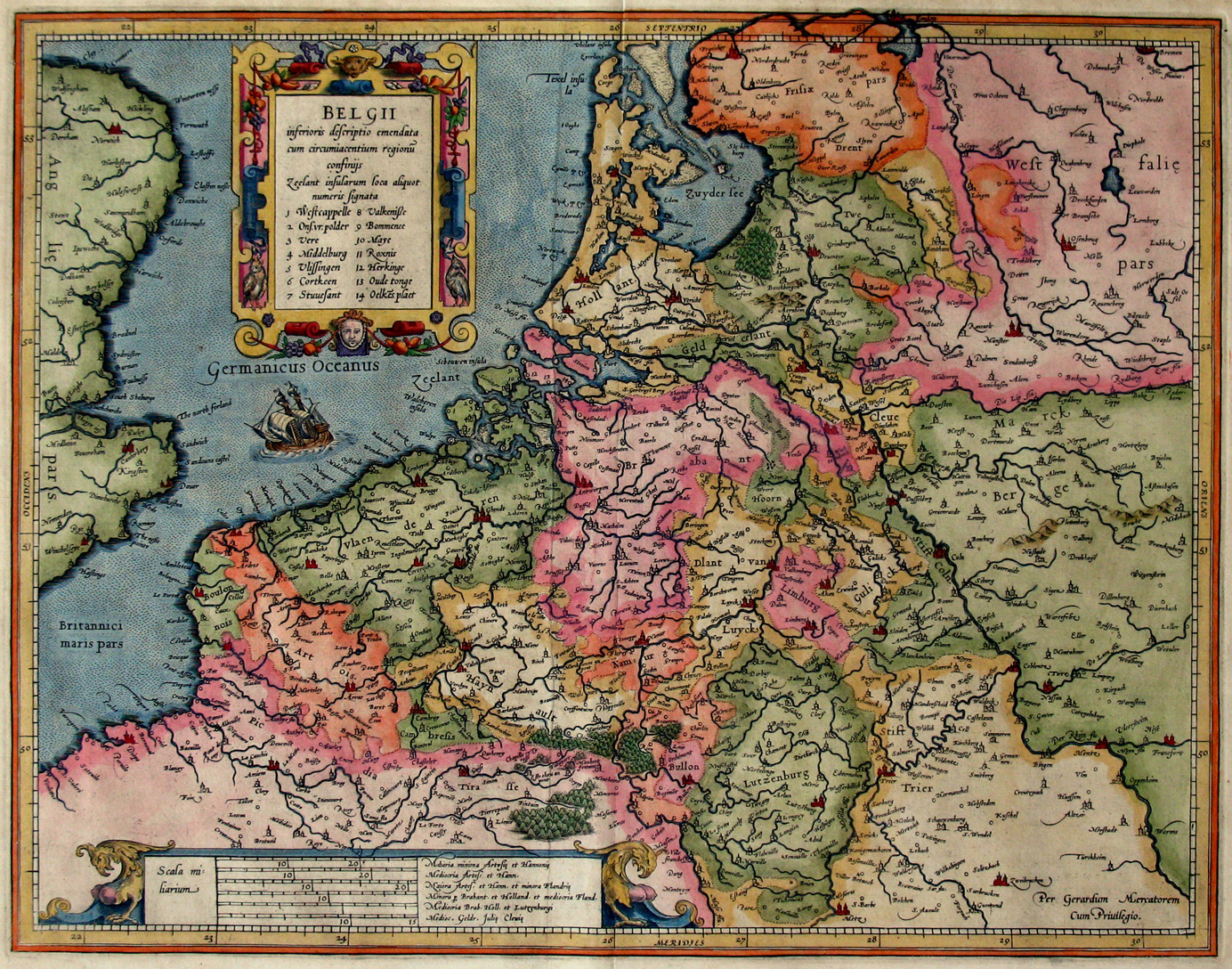
De Nederlanden 1595
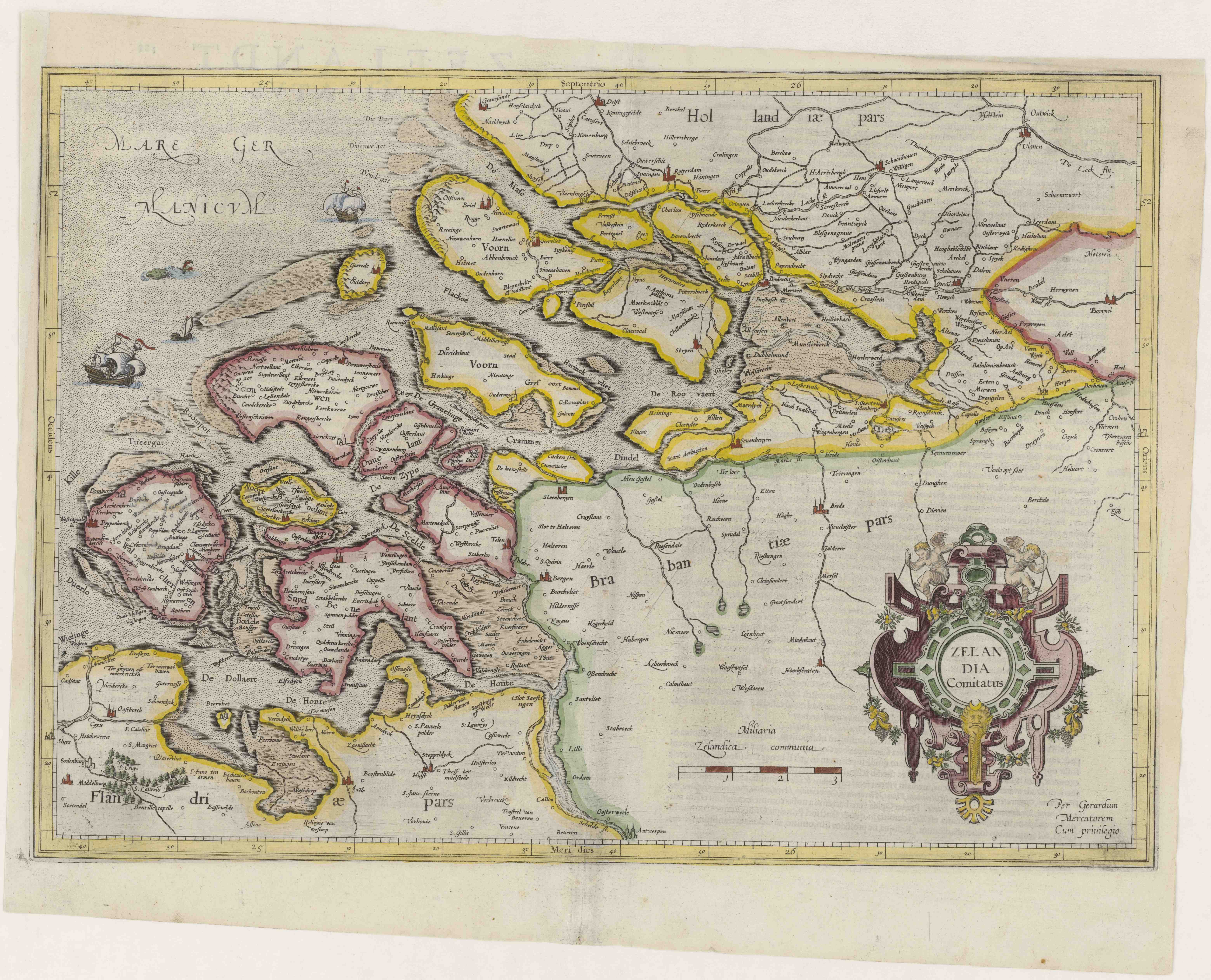
Zeeland 1595

## Wandkaarten

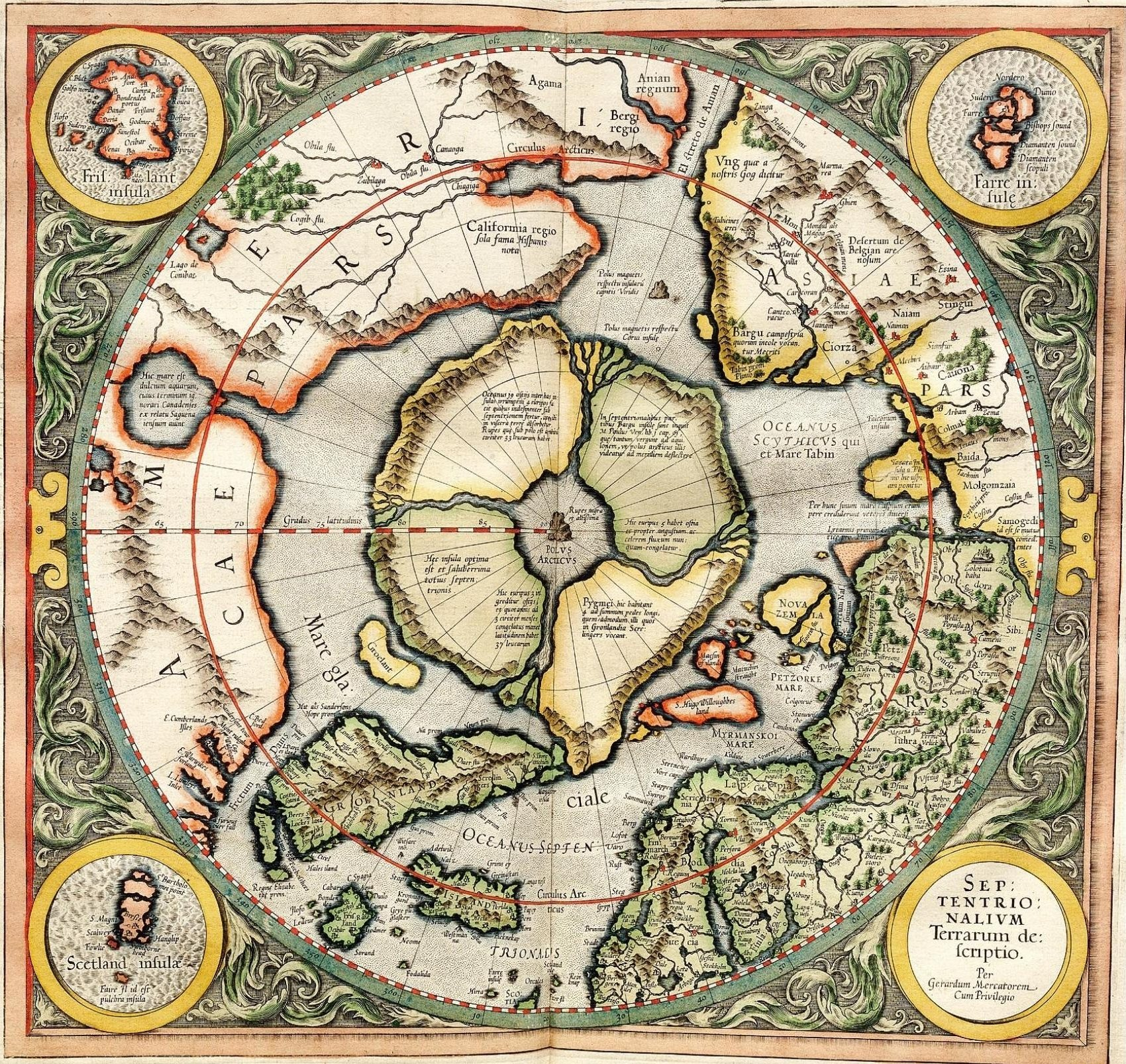
Noordpool 1595, 1e editie

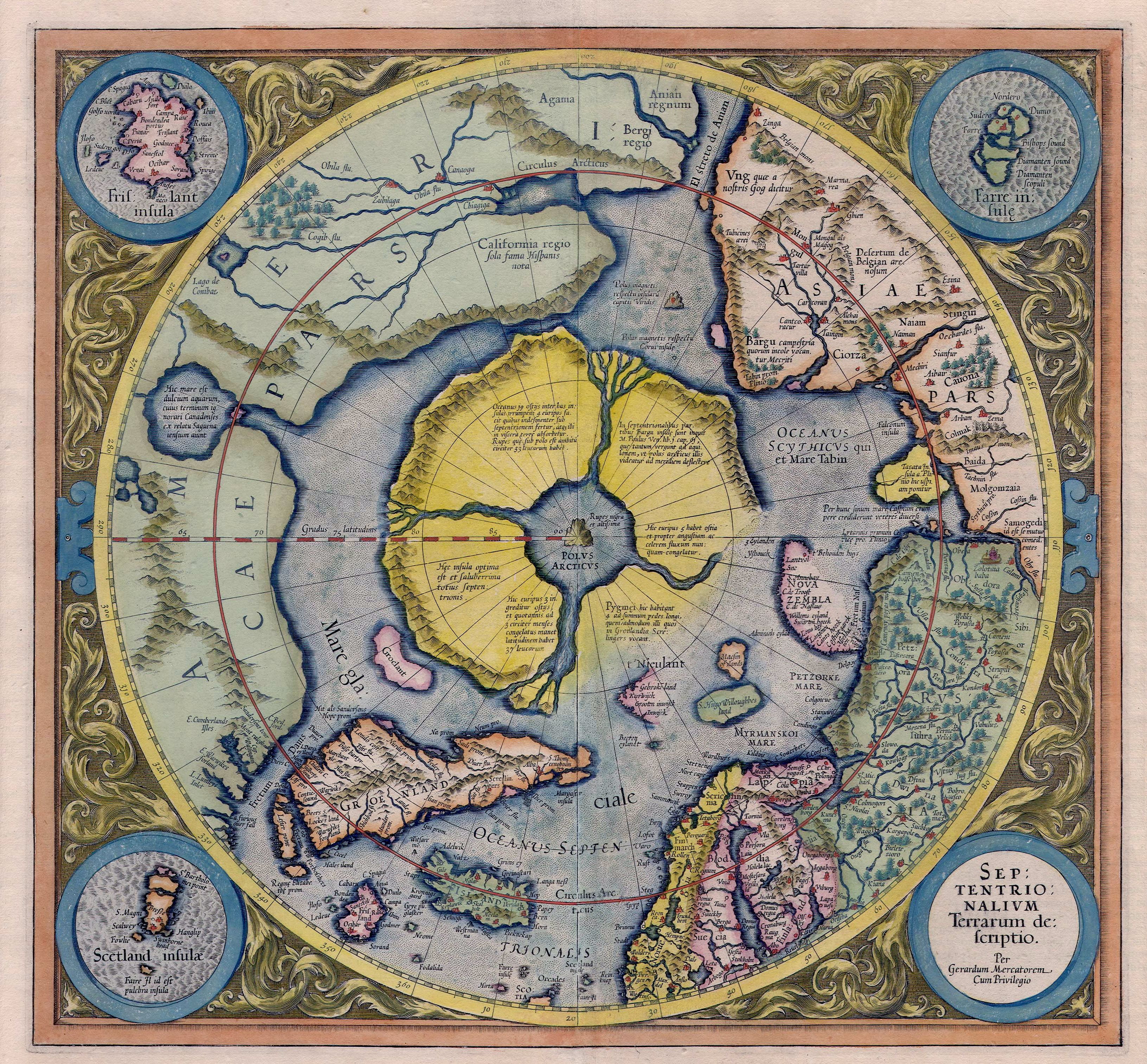
Noordpool 1606, aangepaste invulling van o.a. Nova Zembla

Uit de Duisburgse periode zijn slechts drie wandkaarten bekend:
- Europæ descriptio (1554), wandkaart van Europa in 15 bladen (159 x 132 cm). Met het verschijnen van deze kaart werd het reeds lang achterhaalde ptolemaeïsche kaartbeeld op verregaande wijze verbeterd. De onderlinge positie van de Europese landen is voor het eerst op de juiste wijze weergegeven. Anderhalve eeuw lang zou Mercators kaart van Europa een voorbeeld blijven.
- Angliæ, Scotiæ et Hiberniæ nova descriptio (1564), wandkaart van de Britse eilanden in acht bladen
- Nova et aucta orbis terræ descriptio ad usum navigantium emendate accommodata (1569), grote wandkaart van de wereld in 21 bladen met een totaalformaat van 134 x 212 cm.

Deze laatste kaart is een van de eerste kaarten waarin een projectie is toegepast zonder hoekvervorming.
Het is onmogelijk om het bolvormige oppervlak van de aarde op een plat vlak af te beelden, te projecteren, zonder dat er vervormingen optreden. Op vier manieren kan het kaartbeeld vervormd zijn: wat betreft oppervlakte, vorm, hoek en afstand. Een kaart in een plat vlak kan slechts een van deze eigenschappen tegelijk correct afbeelden. Als bijvoorbeeld een kaart oppervlaktegetrouw is, betekent dat dat alle oppervlakten op de kaart dezelfde verhouding hebben met de werkelijkheid. De vormen en afstanden kunnen dan niet overeenkomstig de werkelijkheid zijn.
Mercator wilde zijn kaart geschikt maken voor de zeevaart. Het was daarom belangrijk dat de kompasrichtingen op de kaart met de werkelijkheid overeenstemden. Er moest dus gebruikgemaakt worden van een hoekgetrouwe projectie. Het grootste nadeel van zo'n projectie is dat er naar de polen toe enorme vergrotingen optreden. Hoe dichter men bij de polen komt, hoe groter de schaal. De polen zelf kunnen niet eens worden afgebeeld.
Het beoogde praktische voordeel van deze projectie heeft ertoe geleid dat die steeds meer werd toegepast. De projectie wordt naar hem de mercatorprojectie genoemd.

## Kosmografie
Na de uitgave van deze wandkaart legde Mercator zich meer en meer toe op de samenstelling van een kosmografie. Mercators plannen waren groots: een reusachtig kosmografisch werk over de schepping en over de oorsprong en geschiedenis van het geschapene.
De eerste ideeën daarvoor schreef hij in 1569 in de inleiding tot zijn Chronologia. De kosmografie zou gaan bestaan uit vijf delen:
1. De schepping van de wereld. Tekst postuum gepubliceerd als inleiding op de Atlas (1595).
2. Beschrijving van de hemel. Nooit verschenen.
3. Beschrijving van de landen en zeeën in drie gedeeltes:
  1. Moderne geografie. De Atlas, onvoltooid, zie hierna;
  2. Ptolemaeus' kaarten. Gepubliceerd in 1578;
  3. Antieke geografie. Niet gerealiseerd.
4. Genealogie en politieke geschiedenis. Alleen verschenen in de vorm van de teksten bij de kaarten in de Atlas.
5. Chronologie. Gepubliceerd in 1569.

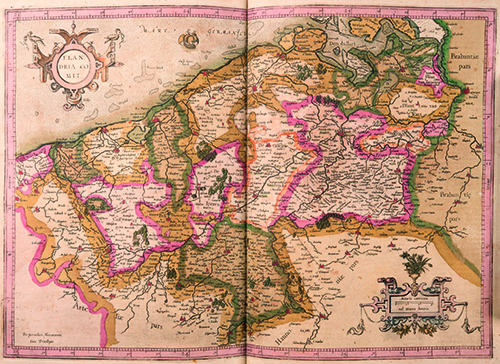
L’atlas ou meditations cosmographiques de la fabrique du monde, 1610, uit de collectie van The Phoebus Foundation

Mercators noodlot was zijn wetenschappelijke instelling. Hij stelde publicatie uit in de hoop dat er nieuwe informatie zou komen. Het cartografisch gedeelte van zijn kosmografie is slechts voor ongeveer de helft gerealiseerd.
Als eerste kwam zijn Ptolemaeus-uitgave uit 1578 gereed. Mercator beschouwde deze uitgave enkel en alleen als een weergave van de wereld naar de ideeën van de klassieke schrijvers. De 28 Ptolemaeïsche kaarten zijn nooit in een andere atlas geïncorporeerd – hoewel ze nog in 1730 opnieuw werden uitgegeven.
Pas in 1585, vijftien jaar na de uitgave van het Theatrum Orbis Terrarum, de eerste echte atlas door Ortelius, kwam Mercator met een onvoltooide uitgave van zijn 'moderne geografie'.
Het kaartboek bevat 51 kaarten: 16 van Frankrijk, 9 van de Nederlanden en 26 van Duitsland. Van deze landen had hij de meest betrouwbare beschrijvingen in zijn bezit. Elk onderdeel heeft een eigen titelpagina: Galliae Tabulae Geographicae, Belgii Inferioris Geographicae Tabulae en Germaniae tabulae geographicae. Het geheel had nog geen titel.
In 1589 volgden 22 kaarten van Zuidoost-Europa, Italiae, Sclavoniae et Graeciae tabulae geographicae. Mercator heeft geen kans gezien zijn Tabulae Geographicae uit te breiden tot een echte wereldatlas van zo'n 120 kaarten zoals hij van plan was.

## Postuum uitgegeven
Een jaar na Gerards dood publiceerde zijn zoon Rumold Mercator een aanvulling met 34 kaarten. Hierin bevinden zich 29 door Gerardus Mercator gegraveerde kaarten van de ontbrekende delen van Europa (IJsland, de Britse Eilanden en de Noord- en Oost-Europese landen).
Om het geheel snel te kunnen completeren voegde Rumold er zijn eigen wereldkaart uit 1587 aan toe en liet vier kaarten van de continenten van zijn vaders grote wereldkaart uit 1569 kopiëren door zijn neven Gerardus Mercator junior en Michael Mercator, zoons van Arnold Mercator. Ook de titelpagina is een noodoplossing: het is de titel van de Ptolemaeus-uitgave van 1578, waarop de nieuwe titel in boekdruk opgeplakt is.

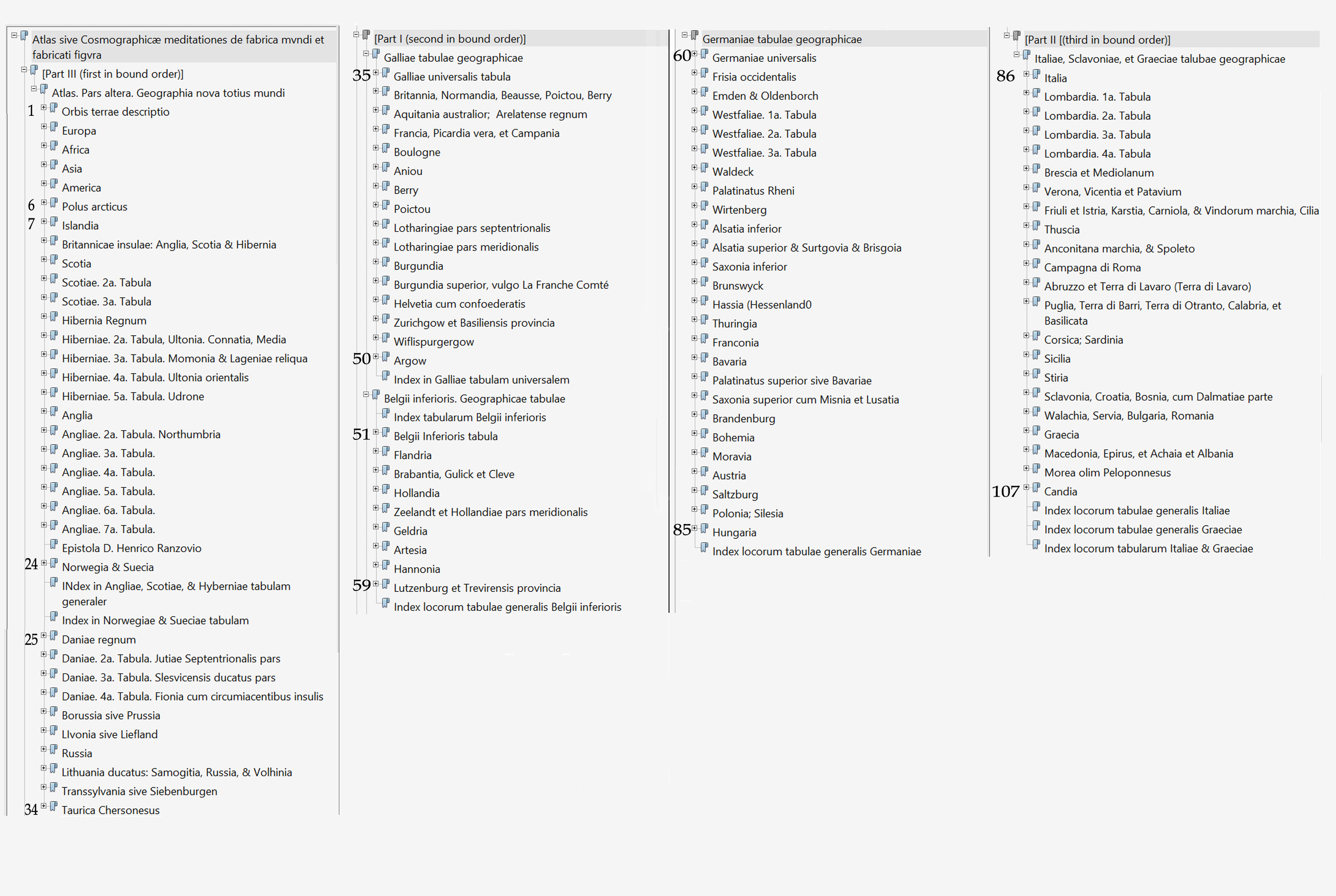
Inhoud 'complete uitgave' met 107 kaarten uit 1595

Ook bracht Rumold Mercator een 'complete uitgave' met alle 107 kaarten uit. Feitelijk is deze uitgave niet meer dan een in één band gebonden heruitgave van de vier series Tabulae Geographicae met de nieuwe aanvulling.
Een uitgave uit 1595 bevatte de volgende kaarten:
1. Orbis terrae compendiosa / 2. Europa / 3. Africa / 4. Asia / 5. America sive India nova / 6. Polus arcticus / 7. Islandia / 8. Britannicae insulae: Anglia, Scotia & Hibernia / 9. Norwegia & Svecia / 10. Daniae Regni / 11. Holsatia Ducatus / 12. Borussia sive Prussia / 13. Russia / 14. Galliae universalis / 15. Helvetia / 16. Zurichgow / 17. Wiflispurgergow / 18. Aargow / 19. Belgii inferioris tabula / 20. Lutzenburg Ducatus et Trevirensis provincia / 21. Hispania / 22. Germaniae universalis / 23. Frisia occidentalis / 24. Emden & Oldenborch Comitatus / 25. Westfaliae prima tabula / 26. Westfaliae secunda tabula / 27. Westfaliae tertia tabula / 28. Waldeck Comitatus / 29. Palatinatus Rheni / 30. Wirtenberg Ducatus / 31. Alsatia inferior / 32. Alsatia superior cum Suntgoia et Brisgoia / 33. Saxonia inferior et Mecklenborg Ducatus / 34. Brunswyck Ducatus / 35. Hassia landtgraviatus / 36. Thuringia landgraviatus / 37. Franconia Ducatus / 38. Bavaria Ducatus, Palatinatus superior sive Bavariae / 39. Saxonia superior Ducatus simul cum Misnia et Lusatia / 40. Brandenburg Marchionatus / 41. Austria Marchionatus / 42. Saltzburg Archiepiscopatus / 43. Polonia Regnum, Silesia / 44. Hungaria Regnum / 45. Italia / 46. Lombardiae tabula I cum Valesia / 47. Lombardiae tabula I: Tarvisina Marchia et Tirolis Comitatus / 48. Lombardiae tabula III: Pedemontana regio cum Genuensium terretorio / 49. Forum Iulium, Karstia, Carniola, Histria et Windorum Marchia / 50. Stiria / 51. Sclavonica, Croatia, Bosnia cum Dalmatiae parte / 52. Graecia / 53. Candia cum insulis aliquot circa Graeciam

## 'Atlas'

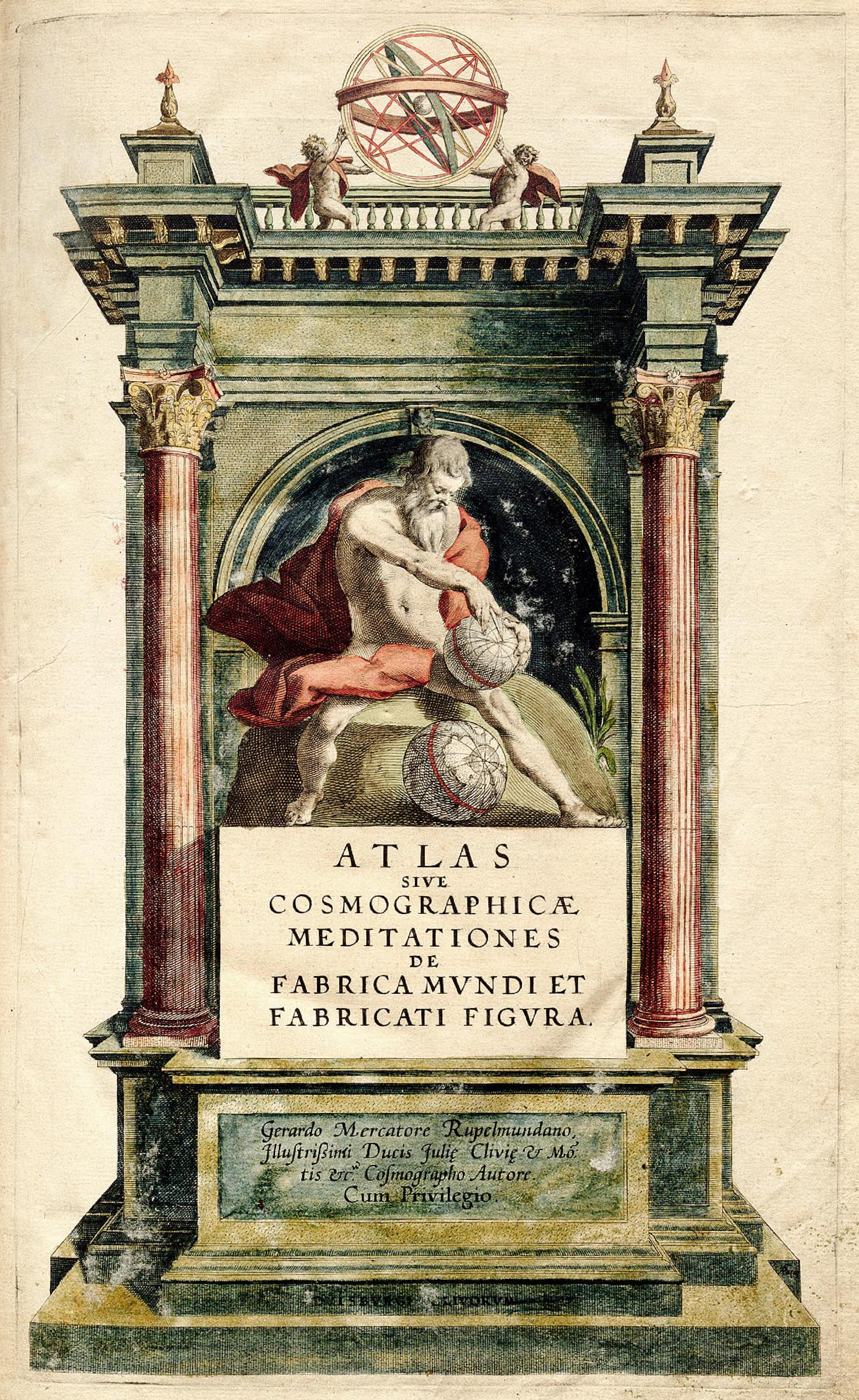
Titelpagina uit 1595

Rumolds uitgave Mercatoratlas heeft een eigen titelpagina en voorwerk. De titel is geworden Atlas sive Cosmographicae Meditationes de Fabrica Mundi et Fabrica Figura (Atlas oftewel kosmografische overwegingen over de schepping van de wereld en de vorm van het geschapene).
De keuze van de titel verklaarde Mercator in een inleiding. De naam is niet zoals later veelal aangenomen ontleend aan de Titaan Atlas omdat deze de wereld op zijn schouders droeg, maar omdat hij een groot astronoom en kosmograaf was. Daarmee was Mercator de eerste die het woord 'atlas' introduceerde voor een verzameling kaarten in boekvorm.
My purpose then is to followe this Atlas, a man so excelling in erudition, humanitie, and wisedome, (as from a loftie watch tower) to contemplate Cosmographie, as much as my strength and abilitie will permit mee, to see if peradventure, by my diligence, I may finde out some truths in things yet unknowne, which may serve to the studie of wisedom, schreef hij in zijn inleiding.
Atlas is op de titelpagina van Mercators Atlas afgebeeld met een hemel- en aardglobe.
Overigens was de Titaan Atlas als werelddrager al eerder gebruikt voor de titelpagina die Lafreri omstreeks 1570 aan zijn IATO-Atlas (= Italian Atlas assembled To Order) toevoegde. Aan Mercators originaliteit in dezen kan dus getwijfeld worden.
De Atlas wordt voorafgegaan door de biografie van Gerardus Mercator door de Duisburgse magistraat Walter Ghim en vervolgt met het eerste deel: Mercators werk over de schepping, De Mundi Creatione et Fabrica Liber. De 107 kaarten vormen het tweede deel van de atlas.
In 1604 kwamen de koperplaten van de kaarten in het bezit van Jodocus Hondius. Tot ver in de 17e eeuw werden de (soms flink bewerkte) kaarten afgedrukt in diverse atlassen van Hondius, Blaeu en Janssonius.

## Viering Mercator 500 jaar
Naar aanleiding van zijn 500ste geboortejaar werd in 2012 een internationaal Mercatorjaar 2012 gevierd.
Dit initiatief ging uit van verscheidene steden en instanties:
- Mercator 500 Jaar Logo-wedstrijd (gewonnen door Ally Steven Severi[bron?])
- herdenking van 500 jaar Mercator in zijn geboortedorp Rupelmonde op 4 maart[3]
- diverse tentoonstellingen en activiteiten in het stedelijke Mercatormuseum in de Oost-Vlaamse stad Sint-Niklaas[4]
- tentoonstelling Mercator: Reizen in het onbekende in het Plantin-Moretusmuseum in Antwerpen[5]
- tentoonstelling Niemands Land. Cartografen in het voetspoor van Mercator in de Campusbibliotheek Arenberg van de KU Leuven[6]
- tentoonstelling Een Koninklijke bron voor Mercator in de Koninklijke Bibliotheek van België[7]
- diverse activiteiten in zijn verblijfplaats Duisburg[8]
- tentoonstelling 500 Years Mercator: the Global Pioneer in het Flanders House in New York[9]

## Naar hem genoemd
- Mercatorprojectie, een hoekgetrouwe kaartprojectie.
- Mercatortelescoop, een 1,2 meter telescoop op La Palma van de Katholieke Universiteit Leuven.
- Het Mercatormuseum in Sint-Niklaas toont de geschiedenis van de cartografie voor, tijdens en na Mercator. Het bezit tevens een collectie aan kaarten, globes en atlassen van zijn hand. Het museum ligt aan het Mercatorpark.
- Gerhard-Mercator Universität Duisburg, nu Universiteit Duisburg-Essen
- Mercatorplein (Rupelmonde), het kerkplein in de geboorteplaats van Mercator
- Mercatorplein (Amsterdam), Mercatorstraat en Sportplaza Mercator in stadsdeel Amsterdam-West.
- Mercatorplein ('s-Hertogenbosch), een plein nabij Station 's-Hertogenbosch, waar ook het Stedelijk Gymnasium is gevestigd. Dit is de opvolger van de Latijnse school waar Mercator zijn opleiding heeft genoten.
- Geeraard de Cremer straat, een straat in Rupelmonde die naar Bazel leidt.
- Het Mercatorpad te Leuven vlak bij de Mechelsestraat waar hij jarenlang woonde.
- De Mercator, een voormalig opleidingsschip dat nu in de haven van Oostende ligt als museumschip.
- Maritiem Instituut Mercator, een maritiem opleidingsschool gelegen in Oostende in de buurt van het schip "Mercator".
- Mercator (windmolen), de middelste van vijf windmolens langs de autosnelweg E17 op Kruibeeks grondgebied kreeg de naam Mercator.
- Mercatorstripbeurs, een jaarlijkse beurs te Kruibeke.
- De Gerarduslei, een straat in de gemeente Ekeren.
- De Mercatordreef, een straat in Bergschenhoek.
- De Mercatorstraat, een belangrijke straat tussen station Antwerpen-Centraal en station Antwerpen-Berchem.
- Zonnewijzer Mercator aan het Jeugdplein bij worden het multifunctionele centrum Cingelplein in Beesd.
- Gerardus Mercator, een schip van de baggerfirma Jan De Nul Group.
- Mercator-gebouw, het gebouw waar de faculteit Ruimtelijke Wetenschappen van de Rijksuniversiteit Groningen in is gevestigd.
- De Mercatortunnel in de Duitse Autobahn A59 onder het treinstation Duisburg Hauptbahnhof door.
- Campus Mercator, thuishaven van de faculteit Bedrijf en Organisatie van de Hogeschool Gent.
- Mercatorstraße in Gangelt en Mercatorstraat in Sittard, niet ver van Gangelt, de plaats waar hij zijn eerste levensjaren doorbracht.
- Mercatordok in de haven van Gent.
- Gerard Mercatorlaan, een straat in Hasselt.
- Mercatorstraat in Sint-Niklaas.

## Trivia
- Mercator speelt een belangrijke rol in het Suske en Wiske album De mollige meivis (1975).
- In hun zoektocht naar een schat krijgt het standbeeld van Mercator ook een belangrijke rol in de strip Het zevende zwaard (1993) van Jommeke.
- Mercator was een van de genomineerden voor de titel De Grootste Belg. In de Vlaamse versie eindigde hij op de 8ste plaats, in de Waalse op de 47ste.
- Op 13 maart 1979 bracht een verzameling Mercator-landkaarten bij een veiling bij Sotheby's in Londen 340.000 pond op.[bron?] De verzameling bestaat bekend als de 'Mercator Atlas of Europe', en bevat onder meer delen van twee fragmenten van Mercators wereldkaart uit 1569. De atlas wordt bewaard in de collectie van de British Library.

Literatuur
- Theo Penneman [et al.]: Mercator & zijn boeken, [tentoonstelling] catalogus, Mercatormuseum, Sint-Niklaas (België): Koninklijke Oudheidkundige Kring van het Land van Waas: Stadsbestuur, 1994, ISBN 90-6153-332-5

- Bibsys: 90078194
- Biblioteca Nacional de España: XX1029848
- Bibliothèque nationale de France: cb12789989j (data)
- Biografisch Portaal: 10103184
- Catàleg d'autoritats de noms i títols de Catalunya: 981058518468206706
- Digitale Bibliotheek voor de Nederlandse Letteren: merc009
- Stuttgart Database of Scientific Illustrators 1450–1950: 5170
- Gemeinsame Normdatei: 118580973
- International Standard Name Identifier: 0000 0001 0884 2753
- Library of Congress Control Number: n50035949
- Nationale Bibliotheek van Letland: 000116621
- Mathematics Genealogy Project: 119164
- Bibliotheek van het Japanse parlement: 01106833
- Nationale Bibliotheek van Tsjechië: jo20000073682
- Nationale bibliotheek van Australië: 36563271
- Nationale Bibliotheek van Israël: 987007265204405171
- Nationale Bibliotheek van Polen: a0000002330159
- Nationale en Universitaire bibliotheek Zagreb: 000310358
- Nederlandse Thesaurus van Auteursnamen: 069768536
- Réseau des bibliothèques de Suisse occidentale: 02-A000113184
- RKD-Nederlands Instituut voor Kunstgeschiedenis: 55317
- Istituto Centrale per il Catalogo Unico: RMLV025335
- LIBRIS: 287715
- SNAC: w6863kfc
- Système universitaire de documentation: 030345154
- Trove: 1294514
- Union List of Artist Names: 500040876
- Virtual International Authority File: 30352476
- WorldCat: E39PBJqk4qXjPhGVbmFrVQVwG3